# Apendicită
Apendicita este un sindrom abdominal acut sau cronic determinat de inflamația septică sau aseptică a apendicelui ileocecal. Procesul inflamator apendicular acut debutează cu congestie și edem, și poate evolua până la gangrenă, cu perforație și peritonită localizată sau generalizată, sau poate evolua spre cronicizare, după remiterea sub tratament conservator a puseului acut, cu apariția de leziuni degenerative în grosimea peretelui apendicular. Apendicita cronică poate să apară fie prin cronicizarea unei apendicite acute, fie ca atare de la început.

## Simptome
Principalul simptom al apendicitei este durerea abdominală. Această durere poate semăna cu o indigestie sau cu o mișcare a intestinelor ori o trecere de gaze.
Semnele și simptomele clasice de apendicită includ:
- durere abdominală; inițial aceasta este vagă, difuză sau surdă, intermitentă sau colicativă (fiind o durere viscerală), localizată periombilical (în jurul buricului) sau în hipogastru (sub buric), urmând ca într-un interval de 4-12 ore să devină mai intensă, continuă și să localizeze în fosa iliacă dreaptă (prin iritarea peritoneului din jurul apendicelui apare durerea somatică).
- anorexia (inapetența) este prezentă la majoritatea pacienților și precede apariția durerii.
- grețuri însoțite de vărsături repetate; de asemenea poate fi prezentă pierderea apetitului alimentar.
- constipație, durere de spate, o febră ușoară sau o meteorizare a abdomenului; la vârstnici, la copii și în anumite localizări atipice (retrocecală, pelvină) poate apărea diaree.
- stare de oboseală și senzație de pierdere a energiei.

## Apendicita acută

### Teorii etiopatogenice
- Teoria infecțioasă

Sugerează propagarea unei inflamații de la distanță sau din vecinătatea regiunii ceco-apendiculare, pe cale metastatică sau din aproape în aproape, la nivelul peretelui apendicular.
- Teoria mecanică

Explică procesul infecțios apendicular ca pe o consecință a stazei și infecției favorizate de cudarea sau torsionarea apendicelui prin poziții vicioase ale apendicelui, bride congenitale sau aderențe de origine inflamatorie. Procesul inflamator este inițiat, în aceste cazuri, la nivelul mucoasei.
- Teoria cavității închise

Este o teorie fundamentată pe obstrucția totală sau parțială a lumenului apendicular prin corpi străini intra-apendiculari (sâmburi de fructe, coproliți, etc.), cu formarea unei cavități închise, în care staza conținutului apendicular favorizează dezvoltarea florei microbiene, ce capătă o virulență deosebit de mare. În evoluție, infecția se propagă de la nivelul mucoasei în submucoasă, cuprinde foliculii limfatici și, printr-un proces de limfangită transparietală, prinde stratul muscular și seroasa peritoneală.
- Teoria cortico-viscerală

Interpretează inflamația acută apendiculară ca pe o leziune neurodistrofică, explicând formele anatomo-clinice de apendicită acută ca rezultat al diferențierii indivizilor în raport cu tipul de sistem nervos și starea sa funcțională la un moment dat. Nu exclude totuși importanța factorului local (anatomic și infecțios) în declanșarea apendicitei acute.
- Teoria traumatică

Explică formele rare de apendicită acută ce survin după traumatisme abdominale închise. Citează cazuri de strivire și explozie a apendicelui ca urmare a traumatismelor abdominale, care se manifestă clinic cu simptomatologia unei apendicite acute.

### Morfopatologie
Leziunile morfologice macroscopice ale apendicelui în apendicita acută depind de stadiul evolutiv al procesului infecțios local și se clasifică în:
- Apendicita acută catarală: se caracterizează prin mărire ușoară de volum, edem și congestie a apendicelui, cu ușoară infiltrare a mezoului apendicular.
- Apendicita flegmonoasă (cu sau fără perforație): se caracterizează prin hipertrofie și edem ale apendicelui, cu îngroșarea seroasei și depuneri de fibrină pe suprafață. Lumenul apendicular are conținut purulent, care, în cazul producerii perforației, se scurge prin aceasta în cavitatea peritoneală.
- Apendicita gangrenoasă: se caracterizează prin culoare cianotică sau brună a apendicelui, care poate fi uneori detașat de cec. Gangrena are drept cauză fie procesul distructiv infecțios, fie tromboza arterei apendiculare.

## Forme clinice

### Forme clinice dupa evoluție
Foarte rar, spontan sau prin tratament medical, procesul inflamator apendicular poate trece printr-o fază cronică. De multe ori acestea duc spre complicații.

### Forme clinice după sediu
Acestea sunt de trei feluri, și anume : apendicita acută retrocecală în care durerea are sediul central în lombal sau lomboabdominal, apendicită acută pelvină care este mai frecventa la femei cu iradiere spre organele genitale sau coapsa și respectiv apendicita acută subhepatica care imita tabloul clinic al colecistitei acute.

### Apendicita la copii
Diagnosticul acestui tip de apendicită se face cu colica hepatică, afecțiuni genitale la femei și altele. 

## Tratament
În cele mai multe cazuri apendicita se trateaza cu operație, ce trebuie facută în cel mai scurt timp după sesizarea simptomelor, în caz contrar este foarte posibilă apariția complicațiilor (peritonita). La marea majoritate a persoanelor operația de apendicita este foarte ușor de suportat de către corpul omenesc iar externarea (cu excepția cazurilor în care au aparut complicații), se face în prima săptămână.
Un studiu publicat în aprilie 2014  susține că apendicita acută fără complicații poate fi tratată cu succes la copii doar cu ajutorul antibioticelor.